# 州城街道
州城街道，是中华人民共和国山東省泰安市东平县下辖的一个街道办事处。州城街道位于东平县中部，南接沙河站镇、新湖镇，北毗东平街道、老湖镇，东临彭集街道，西濒东平湖。州城街道下辖71个行政村，辖区面积72平方千米，户籍人口61559人。2010年，由原州城镇改置而来。
北宋咸平三年（1000年），郓州原治所须昌城被淹没，郓州州治迁到此处，州城因以为名。在1982年东平县城从州城迁往今东平街道的后屯前，州城一直为东平县政治、经济、文化中心，山东西路、东平路、东平府、东平州治所都在今州城。州城街道境内有大量文物古迹，是山东省旅游强乡镇之一。中华人民共和国前主要领导人之一的万里也生于今州城街道。

## 历史沿革

### 先秦至清代
根据传世典籍的描述，夏商时期，今州城境属于九州中的徐州，商代此地名为“恰乡城”。春秋时，地属鲁国。秦代，今州城街道一带属薛郡，汉代至唐代，分别属济东国、大河郡、东平国、东平郡、郓州等。北宋初期，今州城一带属郓州，当时郓州治所在须昌城（今东平县老湖镇境内），但在咸平三年（1000年），黄河于王陵埽决口，须昌城由于地势较低而遭受严重洪灾，郓州知州姚鉉随后在汶阳乡地势较高的地方建新城，仍称须城。此城是为今天的州城，州城自此成为东平新的政治中心。北宋灭亡后，州城一度成为刘齐的都城之一。金朝设置山东西路，治所在东平府，东平府府治在今州城。元朝时期，今州城为中书省东平路治所，随着大运河开通，东平成为重要的水运交通枢纽，马可·波罗在其游记中称州城为“雄伟壮丽的大都市”。
明清时期，州城为东平州治所。明朝末年，东平州乡民聚众将州署烧毁，崇祯十四年（1641年），农民军李青山攻下州城，后被明军击败。清朝时期推行保甲制，今天州城街道辖区当时分属城内信字保（东南信保、西北信保），东乡瑞仁保、福仁保，南乡爱礼保，北乡义方保。清末、民国期间，东平县治安混乱，农民军、土匪武装等数次攻打东平县城。同治元年（1861年），捻军张乐行部渡过大运河并两度围州城，不克。

### 中華民国时期

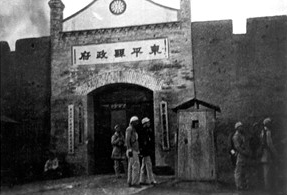
1945年的东平县政府

1913年，东平州改为东平县，州城沿为县治，继续沿用保制。1918年，土匪张占元攻破东平县城，与叛变的守军何铎钰部一道洗劫东平县城。1926年，由农民组成的红枪会聚众攻打州城。1931年，废保甲制，设区公所和乡镇，今州城街道境域的西北部、中部属东平一区，当时东平一区下辖四个镇、四个乡；东南部一些村庄属东平五区的第四乡、第六乡、第七乡。
1937年10月，中国共产党东平县工作委員會成立，同年12月25日，日军飞机对州城发动空袭，造成30余人死伤，空袭后时任东平县县长孙永汉逃离州城。次年8月17日，日本军队及鲁西南民团进攻州城，东平县政府临时组织百余人进行抵抗，抵抗失败后撤走，随后日军进驻州城。1939年，日本在州城设置伪军据点。1940年8月，中共领导下的东平县抗日民主政府将今州城街道辖区划入东平一区，并于1943年设置抗日区公所。1943年10月18日夜，中共军队突袭东平县城，打死打伤日伪军百余人后撤退。至1944年，东平县大多数地域已经是中共的游击区或者根据地，而县城所在的今州城街道一带仍为日本军队控制区，日军和其仆从军队此时在今州城街道一带设有州城、葛针园、南关、孟楼四个军事据点。1945年5月17日，八路军发动东平战役，准备解放东平。18日，被中共东平五区区队围困了一天的孟楼据点伪军投降，同日，八路军攻入州城，至19日全歼州城城内日军。中國共產黨入主州城后将部分州城城墙扒除。
1947年，在第二次国共内战中，國共雙方多次争夺州城。1947年3月，国军占据州城，4月21日逃走；8月4月，國軍再次占据州城，11月被解放军歼灭；12月，东阿县还乡团攻克州城，同月，解放軍发动东进战役，次年初再度收复州城。

### 中华人民共和国时期
1949年中华人民共和国建立后仍属东平一区。1949年12月城关区自一区划分出来。1951年4月，城关区又并入一区，并在区下设乡，此时，一区下辖的乡有：
莲花湾乡、西梁村乡、后河涯乡、纸坊乡、陈坊乡、桃园乡、南镇乡、北镇乡、东镇乡、西镇乡、窑窝乡、柳林乡、刘楼乡
1955年，一区县城一带的西镇乡、东镇乡、南镇乡、北镇乡四个乡合并为城关镇，一区此时下辖九个乡镇，当年下半年，一区改名为城关区。1956年末，再次合并乡镇，同时撤销城关区，城关镇直属于县，陈坊、梁村两乡划归彭集区，但是不久后两乡又划回。1958年10月人民公社化运动开始后乡镇撤销，原城关镇成立城关人民公社，原城关区东部和彭集区西部则成立梁村人民公社，12月19日，梁村公社又撤销，其地分属城关公社和彭集公社。1959年10月，东平县撤销，城关公社划归汶上县，1960年，城关公社改属梁山县，1961年，城关公社复属汶上县。1962年，东平县恢复，城关公社复归东平，并仍为东平县驻地。
1980年1月，城关公社改名为州城镇。1982年11月，东平县县城由州城迁往宿城公社的后屯村，州城仍为州城镇驻地。1984年4月，州城镇改为州城区，下辖州城镇、孙纸坊乡、西梁村乡三个乡镇。1985年10月，州城区撤销，州城区下辖的孙纸坊乡、西梁村乡并入州城镇。2010年6月，州城镇撤销，改设州城街道。

## 地理环境
州城街道位于东平县中部，东接彭集街道、西临东平湖、南毗新湖镇和沙河站镇、北隔大清河与老湖镇和东平街道相望。其境域南北纵距约10.6千米，东西横距约12.8公里，总面积72平方公里。其驻地位于州城街道西部的州城，距离东平县城25公里。
州城街道地处大汶河冲积平原地带，总体地势东高西低、南高北低，地势平缓，起伏很小。其东部少数部分地区海拔高于40米，最高海拔为42.3米，其他区域都低于40米，最低海拔为39米，平均海拔38米。其地形以平原为主，西部亦分布有涝洼地。州城街道的土壤多潮土，亦有褐土。潮土主要分布于西部，褐土则主要分布于东部部分村庄。
州城街道西邻山东第二大淡水湖东平湖，境内亦有多条河道，境内的河流有大清河、纸坊河、苇子河、小清河、排渗河等。境内最大的河流为大清河，大清河在马庄一带入境内，自东向西流过州城街道北缘，为州城街道与东平街道、老湖镇的界河。小清河或称南沙河流经州城南缘，是古汶河故道，州城街道和沙河站镇大致以该河为界。小清河长30千米，宽约100米，现在河道已经废除。苇子河又称排水沟，自彭集街道入境，流经州城街道东南部。州城街道境内还有人工开挖的排渗河，该河于1960年开挖，长30千米，河宽约10米，用以解决州城街道东部的水患。州城街道水资源相对丰富，但是其地表水多为盐碱水，难以饮用，地下水水质则较好，州城街道地下水资源可利用量约884万立方米，居民也多饮用井水。
州城街道的植被有作物植被、森林植被、水生植被三种类型，其中作物植被主要是农作物，其面积占全街道面积一半以上；水生植被有芦苇、蒲草等，主要生长于州城境内的河流、湖泊和涝洼地一带；森林植被主要有杨树、柳树、槐树。矿产资源有河砂、硝、矿泉水，河砂主要出产自大清河，州城街道东部也分布有砖瓦粘土。水河—彭集铁成矿预测区经过州城街道东北部，说明州城街道东北部可能有铁矿分布。
气候方面，州城街道属于暖温带大陆性季风气候，平均降水量为667毫米，七月平均降雨量最多，为208毫米，一月最少，仅有2毫米。平均气温14摄氏度，七月州城街道平均气温26℃，全年最高，一月最冷，为-2℃。州城街道主要的自然灾害有冰雹、旱灾、涝灾、风灾、霜冻、雷击，冰雹灾害通常出现于五六月份，平均三年一遇。

## 行政区划
州城街道下辖71个行政村和80个自然村。州城镇下辖的行政村分别为：
荷花楼村、孙岗村、仁河嘴村、纸坊村、吴庄村、芦墓坟村、陈坊村、孙庙村、解楼村、西郑庄村、王桃园村、李桃园村、石桃园村、陈堤村、师柳林村、陈柳林村、于海村、张柳林村、双楼村、刘桃园村、单楼村、后河涯村、田庄村、东郑庄村、武漫村、孟楼村、高庄村、夹河村、亓庄村、马庄村、后莲花湾村、前莲花湾村、大梁庄村、王楼西村、解河口村、马口村、张楼村、孟庄村、王楼村、梁场村、王庄村、海子村、展元村、冯楼村、杜尧洼村、王尧洼村、葛针园村、亭坡村、梁村、杨庄村、付庄村、刘楼村、荣花树村、张圈村、楼岔村、张庄村、徐庄村、牌坊村、南门村、关庙村、桂井子村、南关村、南庄村、西关村、大西门村、北门村、西门村、大东门村、文庙村、大寺村和小东门村。

## 经济

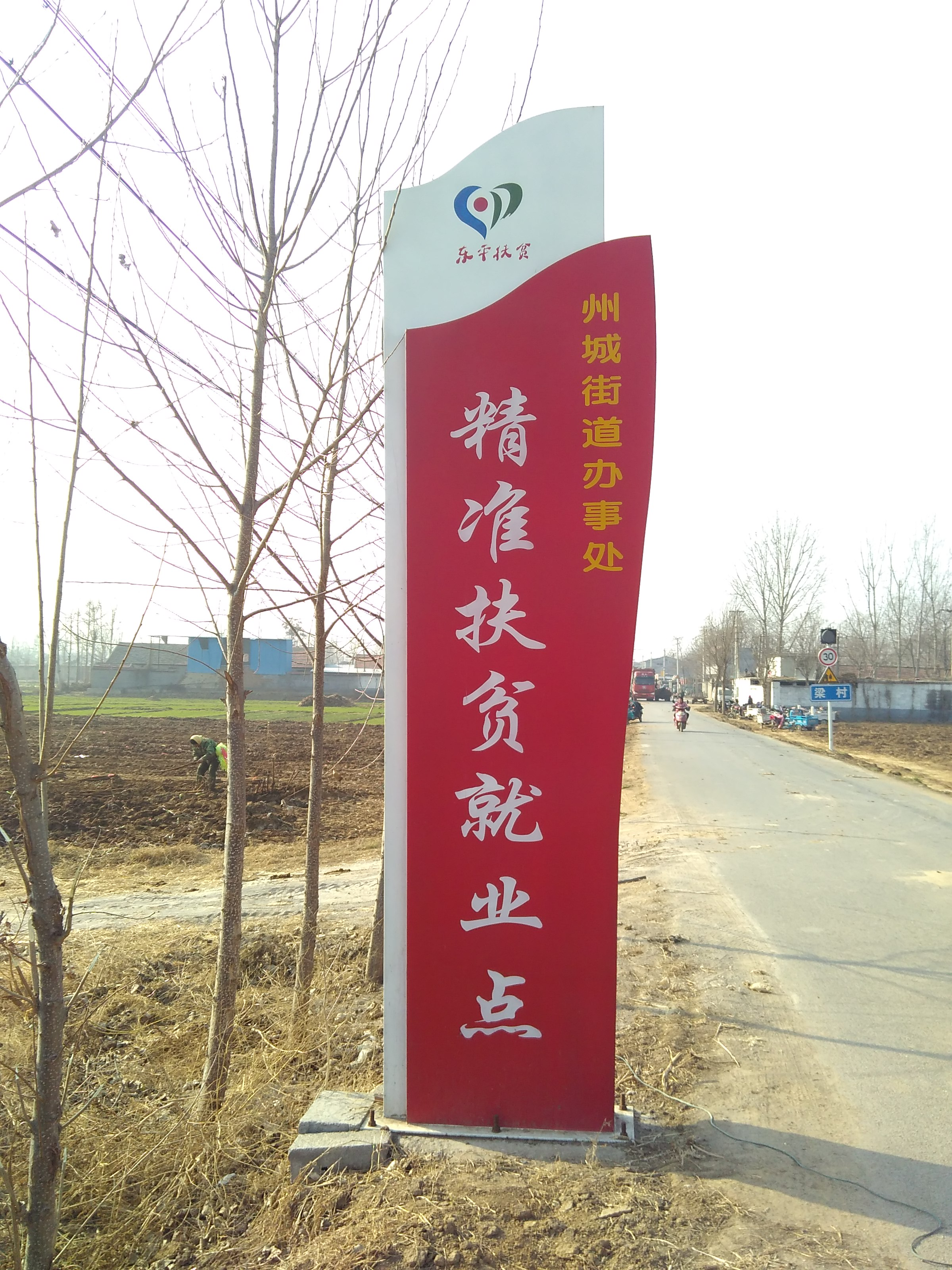
州城街道一处精准扶贫就业点

2018年时，州城街道地方财政收入为1906万元。农业方面，2015年时州城街道有耕地约为5.7万亩，2012年时农业产值为2.4亿元、牧业产值2.1亿元、林业产值1260万元，粮食产量为5.8万吨，肉类和禽蛋总产量分别为5400吨和3700吨，农民人均纯收入为9146元，而到2016年时，州城街道农民人均现金收入已经达到14362元。商业方面，2011年时，州城街道有1600个商业网点，四个大型集贸市场，当年社会商品销售总额为8亿元。
工业方面，1958年之前，城关区工业以手工业为主。1958年，城关公社成立，随即兴办机械厂、砖瓦厂、福利厂等社办企业，后来机械厂交由生产大队管理，砖瓦厂、编织厂上交予东平县民政局或东平手工业联社，社办企业只剩城关农机厂一家，1976年又兴建5家社办企业。人民公社撤销后，社办企业改为镇办企业。1992年，州城镇有8个骨干镇办企业，工业产值1276万元。1998年之后，镇办企业逐渐改为民营企业。至2016年，州城街道工业企业的主营业务收入为139.4亿元，主要工业产业有纺织、造纸、玩具、服饰、机械、木材加工、矿泉水生产等。

## 人口
2018年，州城街道户籍人口为61559人，州城街道以汉族为主，也有回族、满族、壮族等其他民族人口。州城为东平县回族人口的主要聚居地之一，州城街道的北门村为回族村。2011年时。州城街道的61000人中，汉族有60201人，占总人口的98.9%；回族有785人，占总人口的1.1%。当年人口出生率为13.9‰，死亡率7.65‰，自然增长率为5.44‰。
2010年中国第六次人口普查时，州城街道共有人口53699人。共有家庭15041户，平均每户3.43人。14岁以下的少年儿童共7865人，占总人口14.64%；15-64岁人口共39800人，占总人口74.11%；65岁及以上的老年人共6034人，占总人口的11.23%。男性共计26330人，占总人口49.03%；女性共计27369人，占总人口50.96%。本地居住的人口中，拥有本地户籍的人口为52205人，占97.21%。
2000年中国第五次人口普查时，州城镇有家庭15857户，总人口56799人。十年间，州城街道人口减少了3100人，14岁的以下的儿童占人口比例下降，15至64岁劳动年龄人口比例增大。

## 基础设施

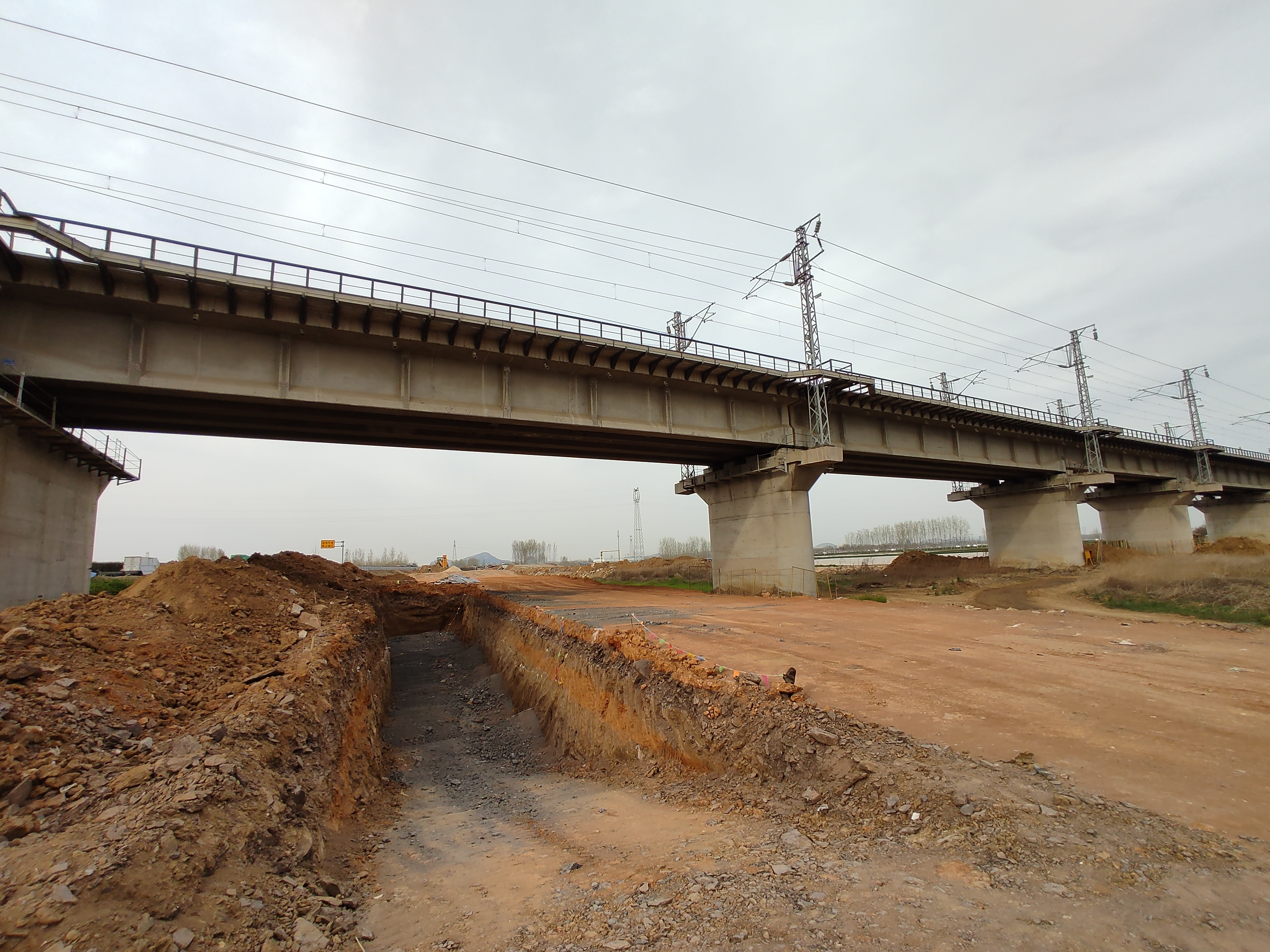
瓦日铁路州城街道段

2018年时州城街道医疗卫生机构共有39个，医疗卫生机构床位588个，执业医师共167人。2012年时州城街道的卫生机构中有两家县属医院，分别为东平县第一人民医院和东平县精神病医院；有一家卫生院即州城街道社区卫生服务中心，村级的卫生室或卫生所则有30余个。
州城街道有一所高中，即东平一中，2003年该校有46个教学班，有学生3163人。2011年末，州城街道有初中两所，在校学生2265人；幼儿园13所。2018年，州城街道有小学5所，共104名小学专任教师。州城街道设有文化站、文化大院、图书室、农民夜校、幸福互助院等各类文化设施，此外，州城街道还设有一个广播电视台。
州城街道境内有255省道、250省道和331省道三条省级公路，其中331省道贯穿州城街道东西。济广高速公路和瓦日铁路也经过州城街道辖区。州城街道已经实现村村通电，1993年时州城镇人均用电205千瓦时。

## 文化
州城街道境内的东平县县级非物质文化遗产有州城的传说、桂井子的传说等民间传说，杜家泥塑、州城南门手工剪纸等民间美术以及曲艺类的山东快书。州城烧饼、东平糟鱼、东平粥为州城著名小吃，州城烧饼和东平糟鱼的制作技艺也被列入东平县县级非物质文化遗产名录。“摔二鬼”为州城当地著名的民间艺术，两个假俑置于木架上，表演者身背两个假俑表演摔跤，这项技艺已经传承了约两百年，并于在2006年列入泰安市第一批市级非物质文化遗产。
州城街道有些民众信仰基督教、伊斯兰教。州城城内有一处伊斯兰教活动场所，即州城清真寺；基督新教在桂井子村和冯楼村各有一处活动场所。

## 文物古迹与旅游

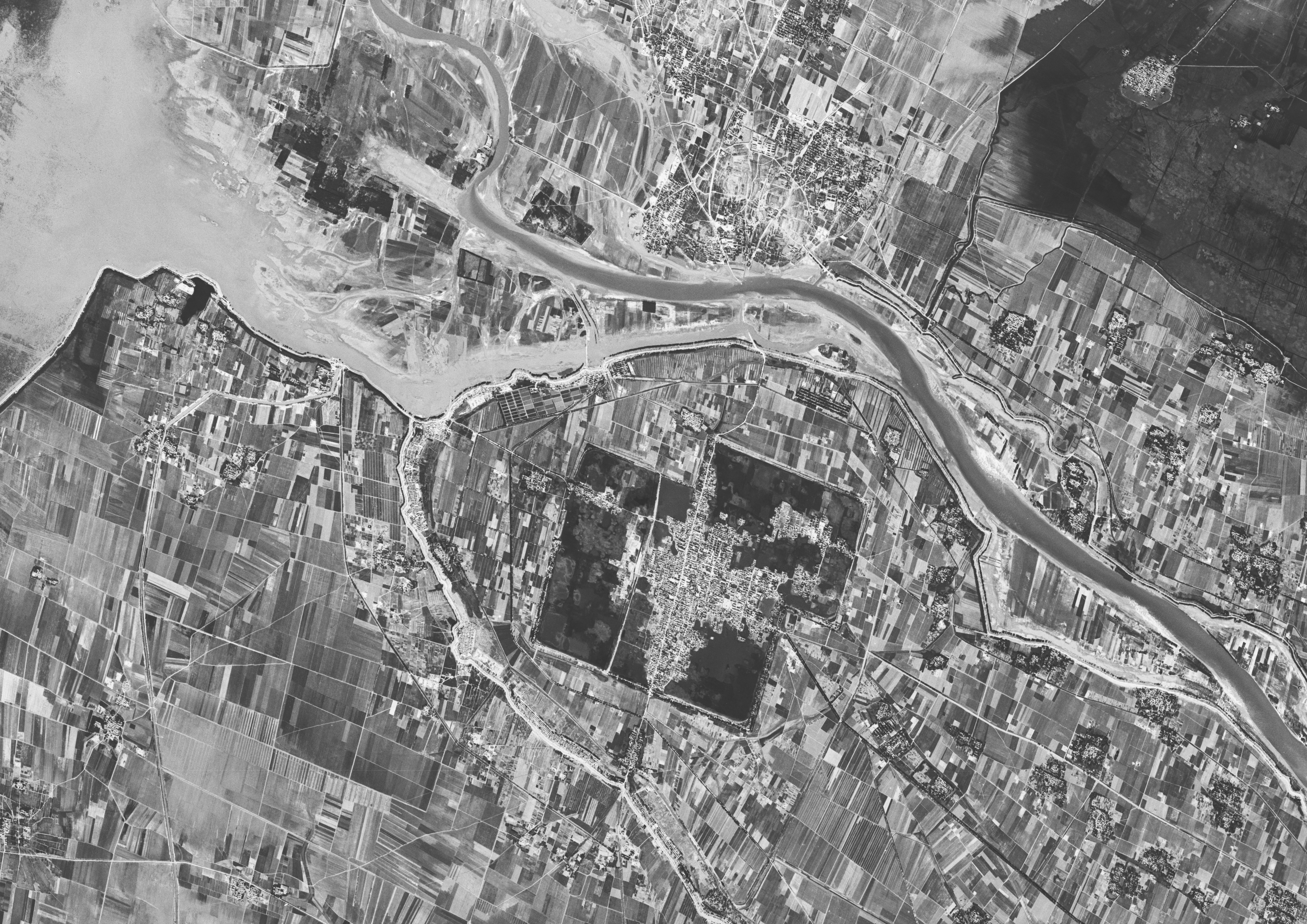
1971年9月的东平县城及周边地区卫星影像

州城街道境内有州城清真寺一处泰安市市级文物保护单位，永济桥、州城石刻、工委诞生地三处东平县县级文物保护单位以及钢插楼、南门桥等20处尚未列入文物保护单位的不可移动文物。
宋代，州城始建，当时为土筑，当时州城共有六个城门，元末因战争而损毁。明代洪熙年间重修，清代乾隆时再度重修并改城墙为砖墙。1945年5月中国共产党占领州城后，为防止其它势力利用城墙坚守而将州城城墙扒毁，如今原州城城墙、城门等已无残迹。现今的拱极门和州城城墙系现代为了发展旅游业而重修的。州城城内原有大量建筑与文物，史书记载州城曾有72个牌坊，较知名的父子状元坊、龙门连跃坊等。父子状元坊是为历史上少有的父子状元宋代梁颢、梁固而修建，最初的是木坊，清代修为石坊。龙门连跃坊系为明朝进士武之大而立。父子状元坊和龙门连跃坊都在文革时被砸毁，今天州城城内的父子状元坊和龙门连跃坊都系现代重修。州城城内的古建筑原有20余处，如关帝寺、火神庙、文庙、马公祠等，这些建筑大多毁于战火或文革，只有州城清真寺、桂井子等少数建筑保留至今。州城南门外有明朝修建的永济桥、元朝修建的南门桥两座桥梁，这两座桥梁如今仍在使用。
中华人民共和国前人民代表大会常务委员会委员长万里出生于今东平县州城街道桂井子村。1937年，中共东平县委的前身中共东平工委在万里家中成立，万里故居因而成为东平工委诞生地。2011年6月，在万里故居建成的东平县工委纪念馆开馆。
为了发展旅游业，州城街道重建了部分城墙和城门，并修建了长五公里的仿古风格的十里宋街，沿街分布有30余家文化产业的商户。城内还有古玩交易市场、民俗石刻博物馆等。民俗石刻博物馆收集有石碑、石刻100多件，东平博物馆在州城街道境内征得的文物则逾6000件。2008年，州城街道被评为山东省环境优美乡镇；2012年，州城街道被山东省旅游局认定为山东省旅游强乡镇。

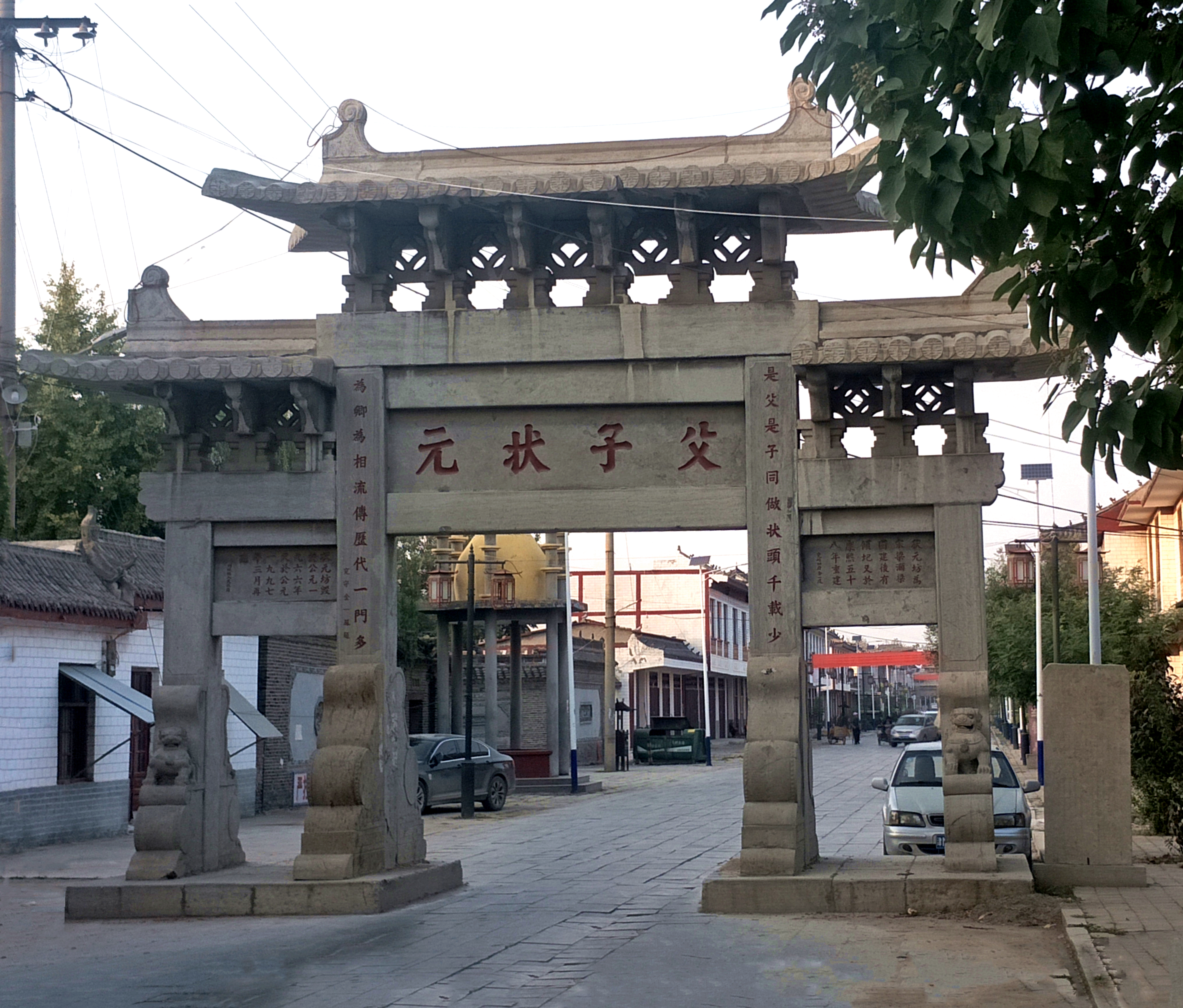
父子状元坊，宋代始建，清代改为石坊，文革时损毁。现在的牌坊为1997年重修的。
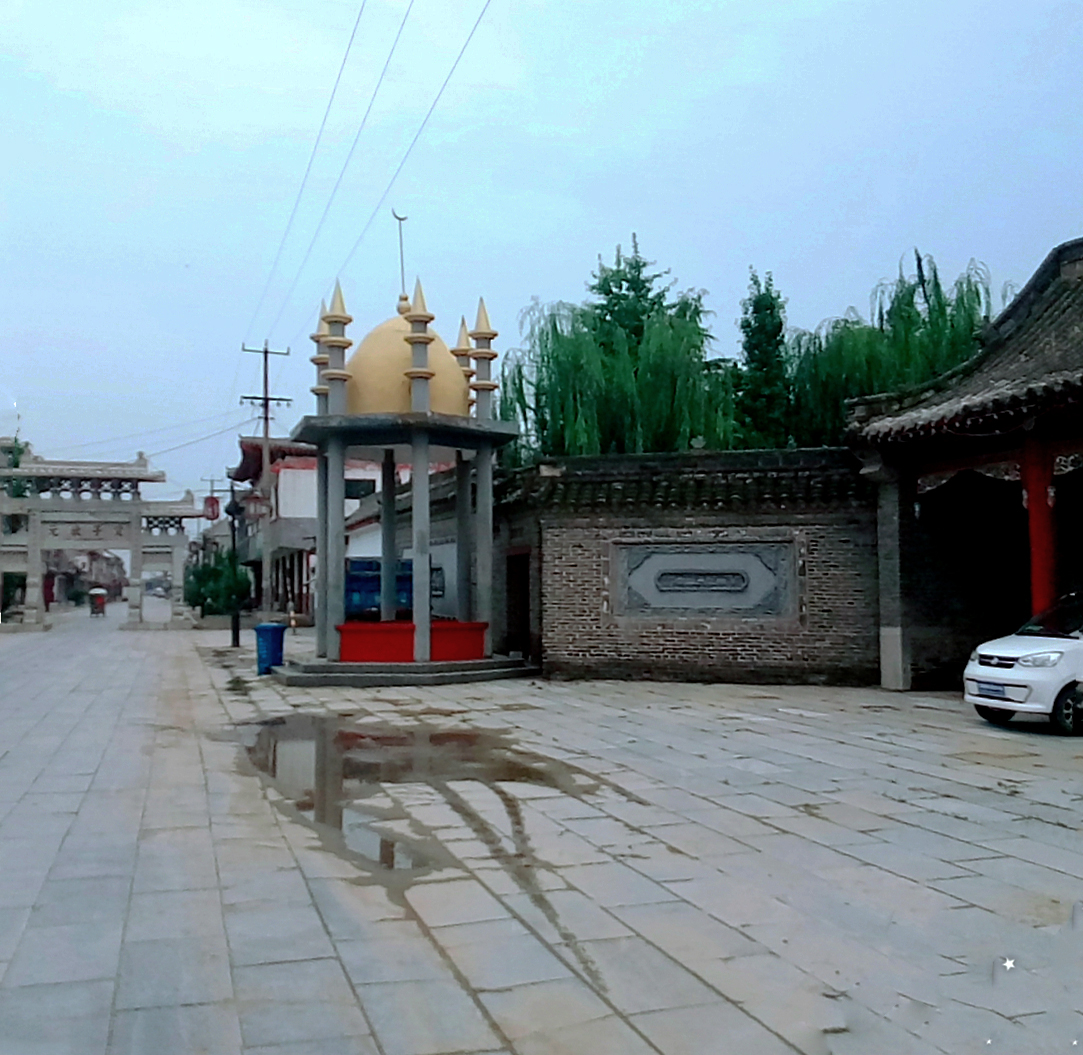
州城清真寺，也称东平清真寺，明代始建，现为市级文物保护单位。
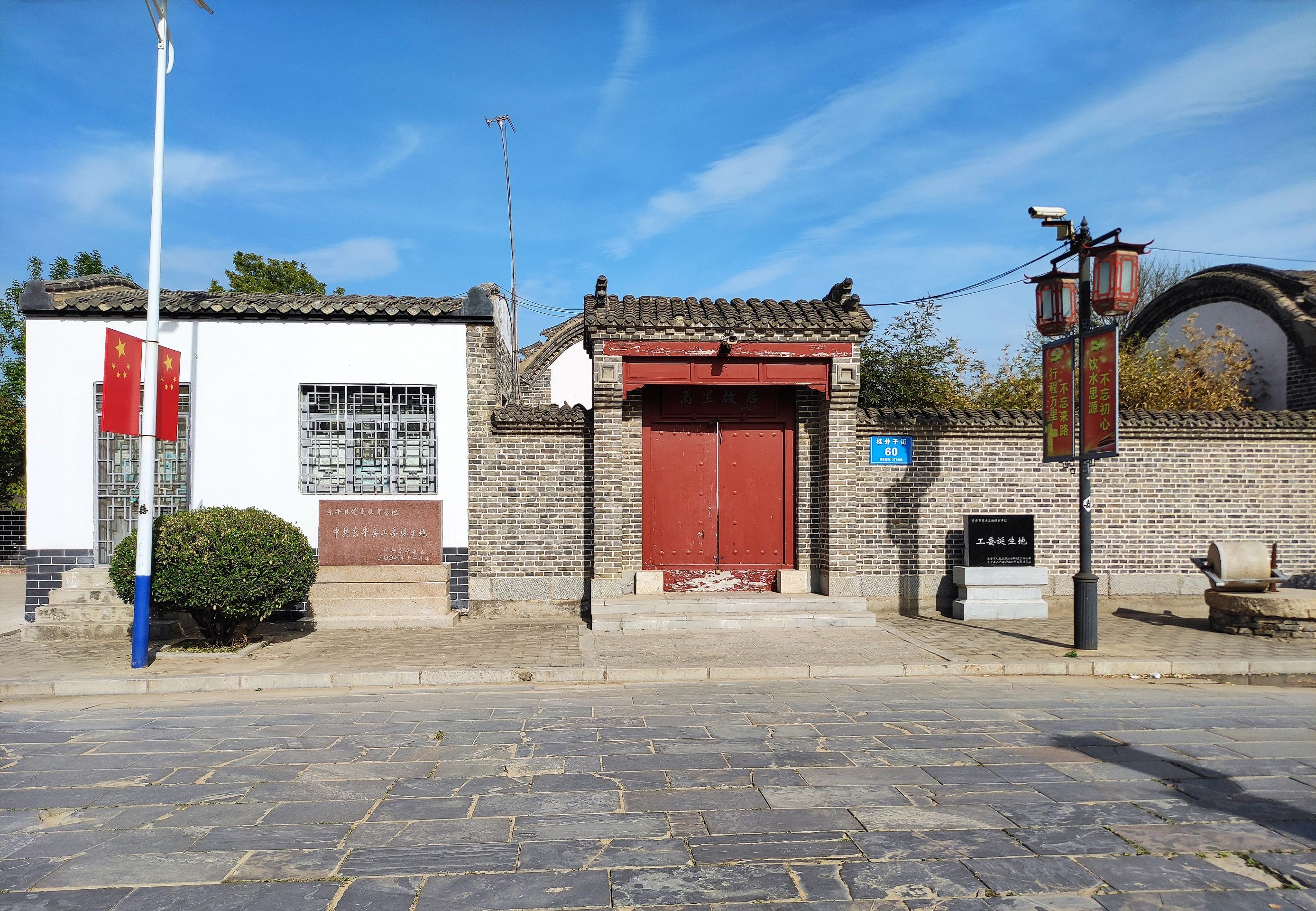
万里的故居，中共东平县工委也诞生于此，现为市级文物保护单位。
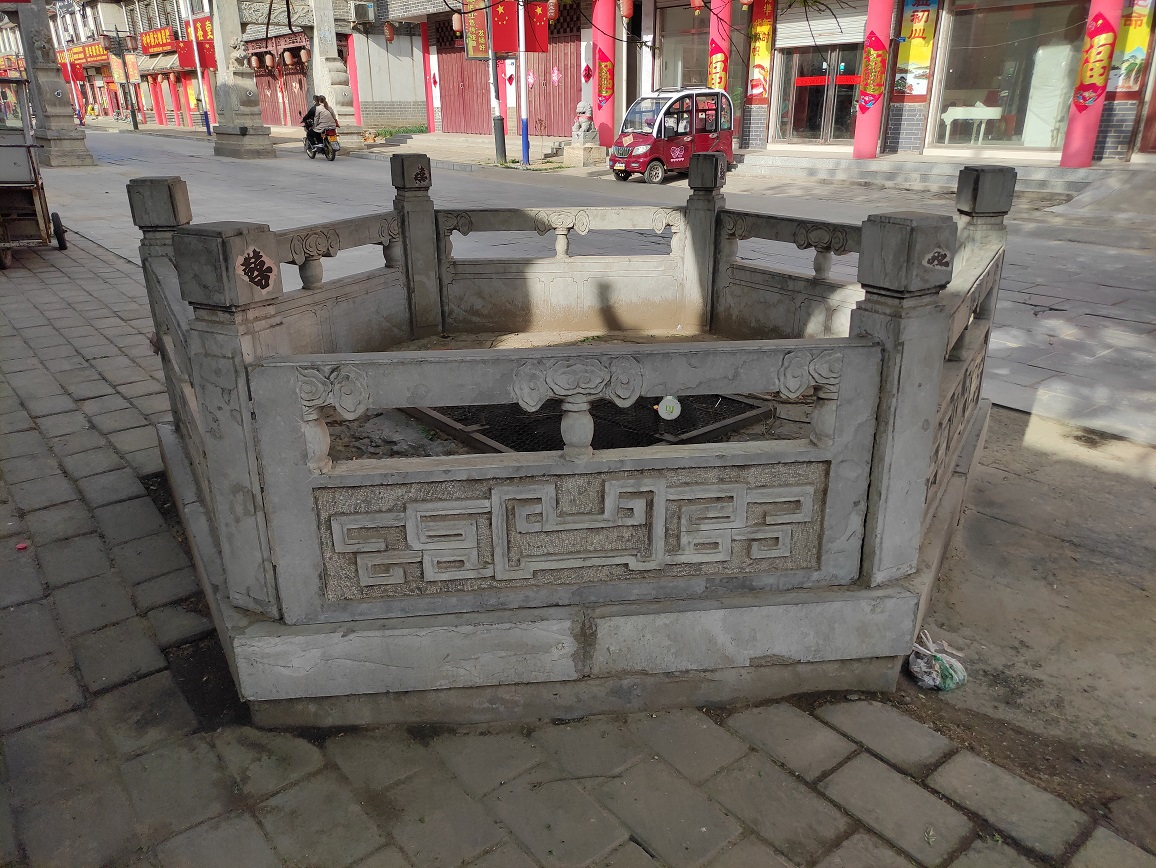
桂井子，传说为金朝所设。
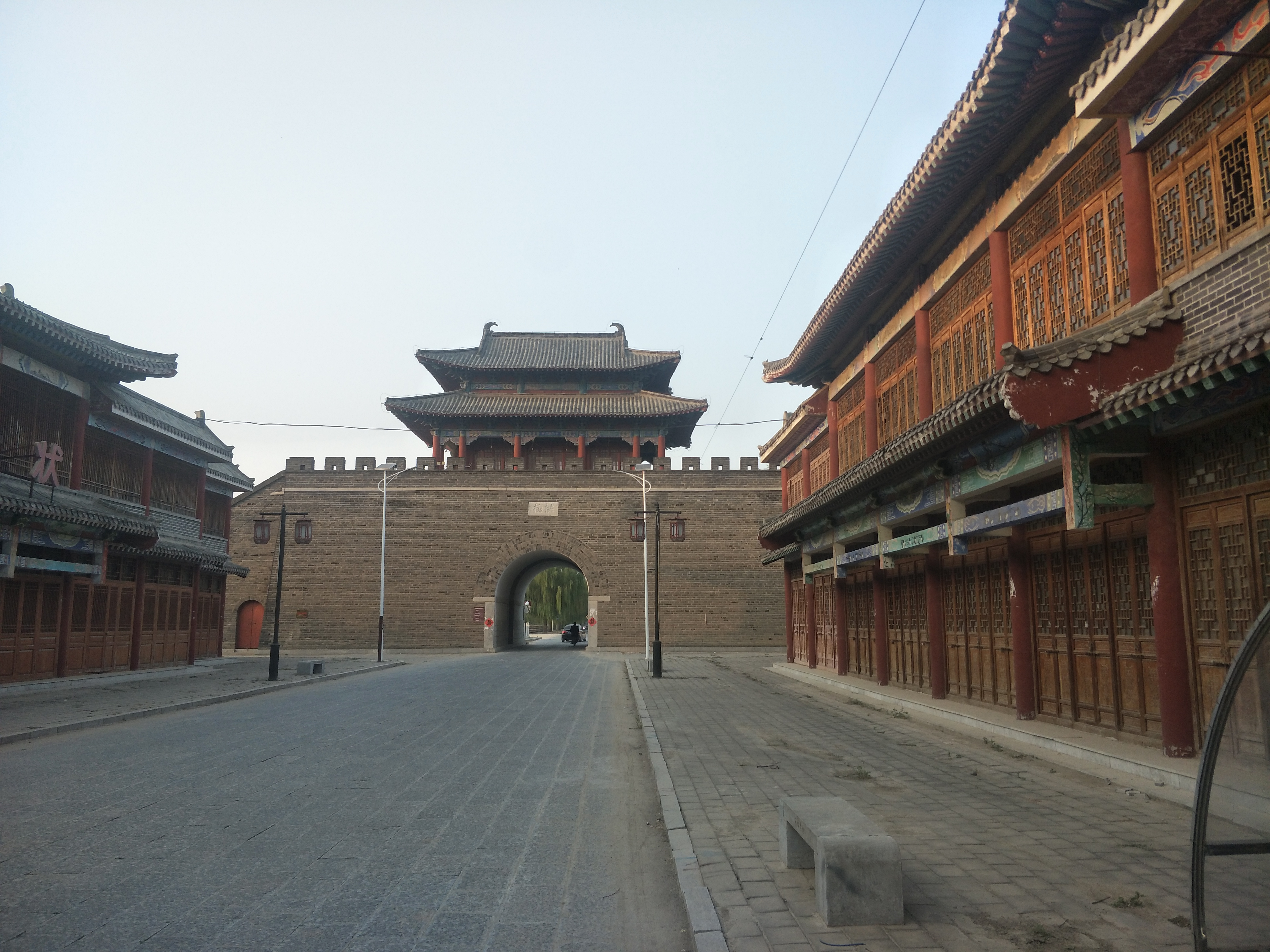
十里宋街和州城城门。州城于公元1000年始建，抗战后扒毁，图中城门城墙皆为现代重修。

### 引用
1. 1 2 3 4  《东平县志》（1989年），第33-43页 （页面存档备份，存于）
2. ↑  . www.dongping.gov.cn.   [2017-11-18]. （原始内容存档于2017-12-01）.
3. 1 2 3 4 5 6 7 8 9 10  《中华人民共和国政区大典·山东省卷·下》，1736-1737页
4. 1 2  东平县州城街道办事处. . 东平县人民政府. 2019-09-20  [2020-02-03]. （原始内容存档于2020-07-08）.
5. ↑  东平县州城街道办事处. . 东平县人民政府. 2019-07-10  [2020-02-05]. （原始内容存档于2020-07-08）.
6. ↑  东平县州城街道办事处. . 东平县人民政府. 2019-07-10  [2020-02-05]. （原始内容存档于2020-07-08）.
7. 1 2 3 4  《东平年鉴（2017）》，州城街道 （页面存档备份，存于）
8. 1 2 3 4 5  《泰安统计年鉴-2019》，第309-312页
9. 1 2 3  东平县人民政府. . 东平县人民政府. 2019-05-24  [2020-01-27].[]
10. ↑  . 中国·国家地名信息库.
11. 1 2  . 大众网. 2012-01-06  [2020-02-10]. （原始内容存档于2020-06-14）.
12. 1 2  薛瑞. . 齐鲁晚报. 2015-07-23  [2020-02-03]. （原始内容存档于2020-02-03）.
13. ↑  东平地名委员会办公室，《东平县地图册》，第26-32页
14. ↑  . www.my0538.com.   [2018-07-07]. （原始内容存档于2018-07-07） （中文（中国大陆））.
15. ↑  . history.sohu.com. 2017-10-19  [2018-07-07]. （原始内容存档于2018-07-07）.
16. ↑  姚铉，《迁移郓州谢表》
17. ↑  《宋史·列传·卷二百》：“咸平三年，河决郓州王陵埽，东南注钜野，入淮、泗，城中积水坏庐舍，以铉知州事，徙州于汶阳乡之高原，委以营度，许便宜从事。”
18. 1 2 3 4 5 6 7 8 9  《东平年鉴（2004-2012）》，州城街道 （页面存档备份，存于）
19. ↑  于庆明等，《泰安五千年大事记》，.   [2020-01-29]. （原始内容存档于2018-07-07）.
20. ↑  山东黄河网. . www.sdhh.gov.cn.   [2018-05-15]. （原始内容存档于2012-11-13）.
21. ↑  . www.sddpw.net.   [2017-12-03]. （原始内容存档于2017-12-16）.
22. ↑  . 泰安市人民政府. 2011-03-23  [2020-02-01]. （原始内容存档于2021-05-01）.
23. ↑  .   [2017-12-03]. （原始内容存档于2017-12-03）.
24. ↑  网易. . news.163.com.   [2017-12-10]. （原始内容存档于2017-12-10）.
25. ↑  古剑. . www.china.com.cn.   [2017-12-03]. （原始内容存档于2014-06-23）.
26. ↑  东平地名委员会办公室，《东平县地图册》，第33-36页
27. 1 2  《东原星火》，东原厎平话沧桑 （页面存档备份，存于）
28. ↑  王玉芬等，《京杭运河·运河风情（东平卷）》，131-132页
29. ↑  东平地名委员会办公室，《东平县地图册》，第37页
30. ↑  《东平县志》（1989年），第35页 （页面存档备份，存于）
31. ↑  王玉芬等，《京杭运河·运河风情（东平卷）》，132-133页
32. 1 2  《东平县志》（1989年），第44-45页 （页面存档备份，存于）
33. ↑  姜广智等，《可爱的东平》，第90页
34. 1 2 3  《东平年鉴（1986-1993）》，州城镇历史要述 （页面存档备份，存于）
35. 1 2  《东平县志》（1989年），.   [2020-02-11]. （原始内容存档于2021-05-12）.
36. ↑  张志熙、刘靖宇等，《东平县志（民国二十五年）》，第33-34页
37. ↑  东平地名委员会办公室，《东平县地图册》，第40页
38. ↑  《彭集镇志》，第39页
39. ↑  张志熙、刘靖宇等，《东平县志（民国二十五年）》，第42-43页
40. ↑  中共东平县委党史办公室等，《灾难与抗争》，.   [2020-02-05]. （原始内容存档于2018-07-17）.
41. 1 2  《东平县志》（1989年），.   [2020-02-11]. （原始内容存档于2021-05-12）.
42. ↑  中共东平县委党史办公室等，《灾难与抗争》，.   [2020-02-05]. （原始内容存档于2018-06-12）.
43. ↑  中共东平县委党史办公室等，《灾难与抗争》，.   [2020-02-05]. （原始内容存档于2018-06-15）.
44. ↑  《东平县民政志》，91页
45. ↑  《东平战役》，159页
46. ↑  中共东平县委党史办公室等，《灾难与抗争》，.   [2020-02-11]. （原始内容存档于2021-05-12）.
47. ↑  王玉芬等，《京杭运河·运河风情（东平卷）》，135-136页
48. ↑  《东平战役》，158页
49. ↑  . www.sdsqw.cn. 山东省省情资料库. 2015-11-03  [2019-01-31]. （原始内容存档于2020-02-05）.
50. 1 2  . 山东抗战战事史料汇编. 2015-08-31  [2019-01-31]. （原始内容存档于2020-02-05）.
51. ↑  王玉芬等，《京杭运河·运河风情（东平卷）》，137-139页
52. ↑  高娜. . www.dzwww.com.   [2018-07-13]. （原始内容存档于2018-07-13）.
53. ↑  《彭集镇志》，第39-42页 （页面存档备份，存于）
54. ↑  .   [2020-02-11]. （原始内容存档于2021-05-12）.
55. ↑  .   [2020-02-11]. （原始内容存档于2021-05-12）.
56. ↑  《泰安地区志》，东平县 （页面存档备份，存于）
57. ↑  东平县人民政府. . 2018-01-29  [2020-01-27]. （原始内容存档于2021-05-01）.
58. 1 2  . NASA.   [2016-01-30]. （原始内容存档于2016-02-03）.
59. 1 2 3 4 5 6  《东平县志》（2003年），州城街道 （页面存档备份，存于）
60. ↑  《东平县志》（1989年），东平县地势图
61. 1 2 3 4  《东平年鉴（1986-1993）》，州城镇地理环境 （页面存档备份，存于）
62. ↑  《东平县志》（2003年），河流 （页面存档备份，存于）
63. ↑  《东平县志》（1989年），56-58页 （页面存档备份，存于）
64. ↑  张梅芳. . 今日东平.   [2020-02-03]. （原始内容存档于2020-06-14）.
65. ↑  姜广智等，《可爱的东平》，第22页
66. ↑  《东平县工业志》（2006年版），东平县矿产资源分布与勘察规划图
67. ↑  . NASA/Tropical Rainfall Monitoring Mission.   [2016-01-30]. （原始内容存档于2020-05-10）.
68. ↑  . 中华人民共和国国家统计局. 2023 （中文（中国大陆））.[]
69. ↑  《东平县工业志》（2006年），第410-411页
70. ↑  《中国政区大典》第二卷，1476页
71. ↑  《东平年鉴（2004-2012）》，民族宗教 （页面存档备份，存于）
72. ↑  《中国2010年人口普查分乡、镇、街道资料》，表15 山东省乡、镇、街道人口
73. ↑  中华人民共和国统计局. . 2000. （原始内容存档于2012-04-07）.
74. ↑  . 东平县人民政府. 2019-11-27  [2020-02-05]. （原始内容存档于2021-05-01）.
75. ↑  《东平县志》（2003年），重点中小学选介 （页面存档备份，存于）
76. ↑  东平县第一中学. . 东平县人民政府. 2019-09-27  [2020-02-03]. （原始内容存档于2020-07-08）.
77. ↑  孙洋洋; 张梅芳. . 泰山晚报. 2014-03-05  [2020-02-03]. （原始内容存档于2020-02-03）.
78. ↑  山东省东平县地名委员会.  第1版. 2010年9月.
79. ↑  《东平年鉴（1986-1993）》，州城镇交通·邮电·供电 （页面存档备份，存于）
80. ↑  《东平风物志》，泥塑与泥人杜 （页面存档备份，存于）
81. ↑  《东平风物志》，彩绘与剪纸 （页面存档备份，存于）
82. ↑  . 泰安市人民政府. 2011-02-23  [2020-02-01]. （原始内容存档于2020-07-08）.
83. ↑  姜广智等，《可爱的东平》，37-39页
84. ↑  . 2015-04-08. 中国经济时报.   [2020-02-03]. （原始内容存档于2020-02-03）.
85. ↑  . 泰安旅游文化网. 2019-04-18  [2020-02-09]. （原始内容存档于2021-05-01）.
86. ↑  《东平风物志》，伊斯兰教 （页面存档备份，存于）
87. ↑  《东平风物志》，基督教 （页面存档备份，存于）
88. ↑  . 东平县人民政府. 2019-01-10  [2020-01-31]. （原始内容存档于2021-01-12）.
89. ↑  东平县文化和旅游局.  (PDF). 东平县政府. 2020-09-28  [2021-01-09]. （原始内容存档 (PDF)于2021-02-05）.
90. 1 2 3  . www.sdsqw.cn. 山东省情网. 2011-11-11  [2020-02-01]. （原始内容存档于2020-02-01）.
91. ↑  . 齐鲁网. 2010-12-03  [2020-02-10]. （原始内容存档于2020-06-27）.
92. ↑  《东平名胜古迹》，第149-151页
93. ↑  . 东北网. 2012-04-06  [2020-02-10]. （原始内容存档于2012-10-17）.
94. ↑  . 大众网泰安. 2014-03-14  [2020-02-03]. （原始内容存档于2014-07-18）.
95. ↑  《东平年鉴（1986-1993）》，州城镇科教文卫 （页面存档备份，存于）
96. ↑  《东平名胜古迹》，第164-168页
97. ↑  《东原星火—万里同志早期革命活动资料》，东平县建党初期的情况 （页面存档备份，存于）
98. ↑  《东原星火—万里同志早期革命活动资料》，中共东平县工委诞生地 （页面存档备份，存于）
99. 1 2  . 泰安市人民政府. 2011-08-09  [2020-02-01]. （原始内容存档于2020-07-08）.
100. ↑  .   [2020-02-04]. （原始内容存档于2020-02-03）.
101. ↑  东平县人民政府办公室. . 东平县人民政府. 2018-02-11  [2020-02-01]. （原始内容存档于2020-07-08）.
102. ↑  .   [2020-02-04]. （原始内容存档于2020-02-03）.
103. ↑  《东平年鉴（2004-2012）》，环境保护 （页面存档备份，存于）